# Paradelphomyia (Oxyrhiza) nielseni
Paradelphomyia (Oxyrhiza) nielseni is een tweevleugelige uit de familie steltmuggen (Limoniidae). De soort komt voor in het Palearctisch gebied.